# Бегалиев, Калауша Адильханович
Калауша́ Адильха́нович Бегали́ев (каз. Қалауша Әділханұлы Бегалиев) (1927—2006) — известный советский и казахстанский юрист и государственный деятель, заместитель прокурора Казахской ССР (1965—1981), государственный советник юстиции 3 класса (генерал-майор юстиции), доктор юридических наук, профессор, специалист в области уголовного процесса и прокурорского надзора.

## Биография
Родился 15 ноября 1927 года в селе Уюк (каз. Ұйық) Туркестанского района Чимкентской области Казахской ССР в казахской семье. Его отец был бухгалтером, а мать — домохозяйкой. В подростковом возрасте в годы Великой Отечественной войны работал бухгалтером расчётного отдела на Сузакской машинно-тракторной станции в селе Чулак-Корган Южно-Казахстанской области.
В 1949 г. окончил Алма-Атинский государственный юридический институт и был направлен на работу в прокуратуру Кургальджинского района Акмолинской области. Трудовую деятельность начал с должности народного следователя и уже через год был выдвинут на должность помощника прокурора г. Акмолинска. В период с 1951 по 1961 год занимал должности помощника прокурора, заместителя прокурора, прокурора Акмолинской области.
В 1961 году К. А. Бегалиева перевели в аппарат Прокуратуры Казахской ССР в город Алма-Ата на должность прокурора отдела кадров. С 1961 по 1965 гг. был начальником отдела кадров Прокуратуры Казахской ССР. С 1965 года занимал должность Заместителя Прокурора Казахской ССР по кадрам, и оставался на ней в течение следующих 17 лет вплоть до выхода в отставку.
В 1981 году после выхода в отставку из органов прокуратуры по достижении возраста, по решению ЦК Компартии Казахстана К. А. Бегалиев направлен на научно-педагогическую работу. В Казахском государственном педагогическом институте имени Абая организовал новую кафедру «Советского права», на которой проработал до 1986 г. Впоследствии на базе этой кафедры организован юридический факультет Казахского национального педагогического университета имени Абая.
В 1986 перешёл на работу в Казахский государственный университет им. С. М. Кирова на кафедру уголовного процесса, которой заведовал с 1 сентября 1986 года по 26 декабря 2000 года. С 2001 года и до последних дней жизни преподавал в университете и носил звание почетного заведующего кафедрой судебной власти и уголовного процесса, присвоенное по решению ученого совета университета.
Скончался 26 июня 2006 года.

## Семья
- Супруга — Гулизария Хасеновна Бегалиева, кандидат медицинских наук, длительное время работала в Казахском государственном медицинском университете. Скончалась 6 мая 2008 года.
- Старший сын — Нурлан Калаушевич Бегалиев, кандидат философских наук, профессор Казахско-Американского университета (г. Алматы)[4].
- Младший сын — Нариман Калаушевич Бегалиев, судья в отставке[5].
- Брат — Бахытбек Адильханович Бегалиев, кандидат юридических наук, доцент, председатель судебной коллегии по гражданским делам Павлодарского областного суда[6].
- Старший внук — Ернар Нурланович Бегалиев, доктор юридических наук, профессор Академии правоохранительных органов при Генеральной прокуратуре Республики Казахстан, почетный работник образования Республики Казахстан[7].

## Работа в период освоения целинных и залежных земель
К. А. Бегалиев принимал участие в государственной кампании по освоению целинных и залежных земель. С принятием Постановления ЦК КПСС «О дальнейшем увеличении производства зерна в стране и об освоении целинных и залежных земель» в 1954 г. началось массовое освоение целинных и залежных земель в северных регионах Казахстана, в том числе в Акмолинской области. В тот период К. А. Бегалиев работал заместителем прокурора Акмолинской области. В связи с освоением целинных и залежных земель в область прибыло несколько сот тысяч целинников, было направлено большое количество сельскохозяйственной техники, строительные материалы и другие материальные ценности. Поскольку среди прибывающих было немало лиц с криминальным прошлым, от прокуроров и следователей требовалось работать в напряженном ритме, с большой затратой сил и энергии.
От органов прокуратуры требовалось усиление надзора за строгим соблюдением законности, обеспечением сохранности государственной собственности, особенно заготовленного целинного хлеба, сельскохозяйственных машин и строительных материалов. Также была острая необходимость в активизации борьбы с приписками и другими искажениями в государственной отчетности, с потерями зерна при уборке урожая. С начала 1955 г. работа прокуратур целинных областей была взята под особый контроль Генеральной прокуратуры СССР, им оказывалась всемерная помощь. Были выделены служебные автомашины, криминалистическая техника, выделяли средства на строительство новых служебных помещений. В целинные области стали чаще приезжать работники Прокуратуры Казахстана и Генеральной прокуратуры СССР. В период освоения целинных и залежных земель в Казахстан приезжал Генеральный прокурор СССР Р. Руденко. На республиканском совещании работников органов прокуратуры в Алма-Ате он выступил с речью об усилении борьбы с преступностью и нарушениями законности, особо отметил необходимость наведения образцового общественного порядка в целинных областях республики.
Генеральная прокуратура СССР в своих указаниях, обращенных к прокурорско-следственным работникам целинных областей, ориентировала на то, что освоение целинных и залежных земель направлено на выполнение аграрной политики государства в целях дальнейшего улучшения материального положения советского народа. При осуществлении прокурорского надзора за исполнением законов следовало особо обращать внимание на охрану прав и законных интересов большой армии целинников, обеспечить образцовый общественный порядок и вести решительную борьбу с расхитителями государственной собственности и разбазариванием народного добра. Лиц, которые расхищают государственное имущество, нарушают общественный порядок, тем самым мешая проведению большого политического мероприятия по освоению целинных и залежных земель, следует привлекать к ответственности по всей строгости закона.
«Когда говорят о пройденном, то чаще приводят количественные признаки успехов, так как они более точно характеризуют и отражают реальный объём перемен. Вместе с тем следует учитывать немаловажный человеческий фактор, то есть участников и субъектов этих перемен, которое вынесли на себе это непростое испытание и вышли из него не только достойно, но и приобретя колоссальный жизненный и профессиональный опыт».

## Научная деятельность
Работая в должности заместителя прокурора Казахской ССР, сочетая практическую работу с научно-исследовательской деятельностью, в 1967 году во Всесоюзном институте по изучению причин и разработке мер предупреждения преступности К. А. Бегалиев защитил кандидатскую диссертацию на тему «Прокурорский надзор за расследованием дел о преступлениях несовершеннолетних». Эта работа как методическое пособие для правоохранительных органов была разослана по всей стране.
Опубликовал ряд научных работ: «Рядом с тобой, подросток», «Меры борьбы с преступностью несовершеннолетних» и др. Прокуратурой Казахской ССР они были разосланы по всем прокуратурам областей, городов и районов республики. На практических материалах республики были опубликованы работы: «Предупреждение безнадзорности и правонарушений несовершеннолетних», «Родителям о правовом воспитании», «Честь смолоду», «Неправомерные действия подростков и их последствия» и более 70 научных статей.
В 1979 г. во Всесоюзном институте по изучению причин и разработке мер предупреждения преступности К. А. Бегалиев защитил диссертацию на соискание ученой степени доктора юридических наук на тему «Организационно-правовые основы прокурорского надзора за исполнением законов о воспитании детей, охране их прав, по предупреждению безнадзорности и правонарушений несовершеннолетних». По решению ВАК СССР от 12 декабря 1980 г. ему была присуждена ученая степень доктора юридических наук.
Впервые в СССР разработал организационно-правовые основы прокурорского надзора по делам несовершеннолетних.
Неоднократно принимал участие в работе международных конгрессов, конференций и симпозиумов, в частности в Соединённые Штаты Америки, Италии, Польше, Чехословакии, Болгарии и других странах.
В 1990 г. выезжал в США в составе советской делегации. 22 мая 1990 г. в г. Бостоне по приглашению профессорско-преподавательского состава и студенческой общественности Гарвардского университета выступил с лекцией по проблеме: «О причинах и мерах предупреждения безнадзорности и правонарушений среди несовершеннолетних и молодежи».
Автор более 80 монографий и научных статей. Подготовил 15 кандидатов и 2 докторов юридических наук из Казахстана и Кыргызстана.

## Участие в разработке законодательства Республики Казахстан
Принимал участие в разработках ряда законодательных и нормативных актов Республики Казахстан, в частности Уголовно-процессуального кодекса Республики Казахстан от 13 декабря 1997 года, Указа Президента Республики Казахстан, имеющего силу закона, от 21 декабря 1995 г. «О прокуратуре Республики Казахстан».

## Награды и звания
- Указом Президиума Верховного Совета СССР от 6 мая 1964 г. К. А. Бегалиеву присвоен классный чин государственного советника юстиции 3-го класса (генерал-майор юстиции)
- Доктор юридических наук, профессор
- Орден «Знак Почёта»
- Медаль «За трудовую доблесть»
- Медаль «За освоение целинных земель»
- Юбилейная медаль «50 лет Победы в Великой Отечественной войне 1941—1945 гг.»
- Медаль «За доблестный труд (За воинскую доблесть). В ознаменование 100-летия со дня рождения Владимира Ильича Ленина»
- Три Почетные грамоты Верховного Совета Казахской ССР
- Нагрудный знак «Отличник образования Республики Казахстан»
- Нагрудный знак «Почетный работник прокуратуры»
- Диплом лауреата журнала «Социалистическая законность» за литературный очерк «Воспоминания о целине».

## Избранные труды
К. А. Бегалиев является автором более 80 научных трудов, большинство из которых посвящено проблемам предупреждения правонарушений среди несовершеннолетних. Наибольшую известность получили следующие работы К. А. Бегалиева:
- «Рядом с тобой подросток» (1969);
- «Прокурорский надзор за расследованием дел о преступлениях несовершеннолетних» (1971);
- «Родителям о правовом воспитании» (1974);
- «Честь смолоду» (1978);
- «Воспоминания о целине» (1979);
- «Меры борьбы с преступностью несовершеннолетних» (1975);
- «Предупреждение безнадзорности и правонарушений несовершеннолетних» (1980);
- «Неправомерные действия подростков и их последствия» (1984);
- «Суд и правосудие» в соавторстве с К. А. Бековым (1998).

## Память

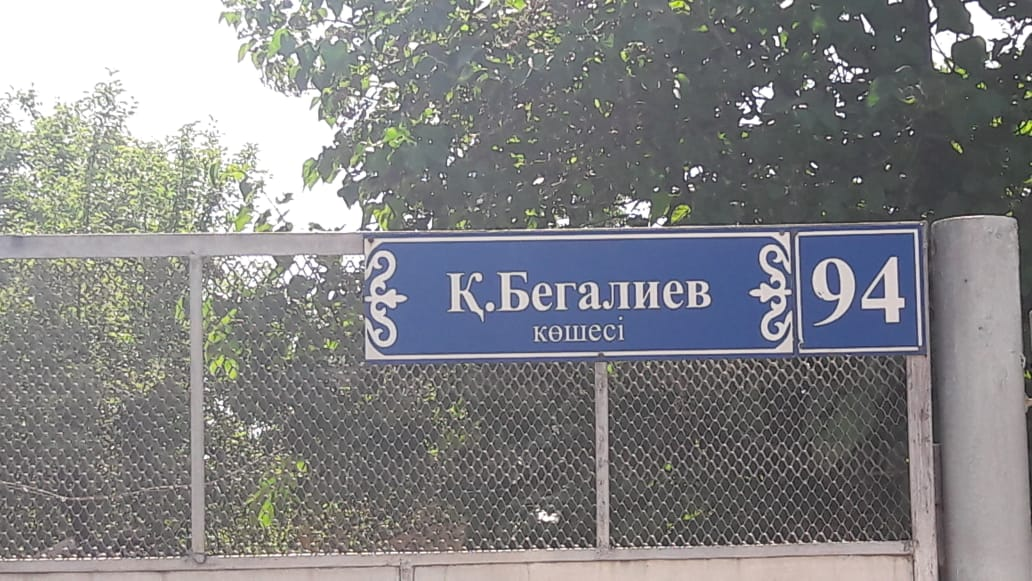
Указатель на улице имени К. А. Бегалиева

Мемориальная доска на доме, где последние годы жизни прожил К. А. Бегалиев

- Имя Калауши Адильхановича Бегалиева носит улица в городе Алматы, Республика Казахстан.
- 15 ноября 2017 года к 90-летию со дня рождения К. А. Бегалиева на доме, где он прожил последние годы, была установлена именная мемориальная доска.
- 1 декабря 2017 года к 90-летию со дня рождения К. А. Бегалиева была выпущена почтовая марка с его изображением.
- К 90-летию со дня рождения К. А. Бегалиева был приурочен 123-й выпуск книги «Образцовая жизнь» (каз. "Өнегелі өмір"), издаваемой Казахским национальным университетом им. аль-Фараби.